# Narraga zebraria
Narraga zebraria är en fjärilsart som beskrevs av Philogène Auguste Joseph Duponchel 1829. Narraga zebraria ingår i släktet Narraga och familjen mätare. Inga underarter finns listade i Catalogue of Life.